# الکسیوس سوم (ترابوزان)

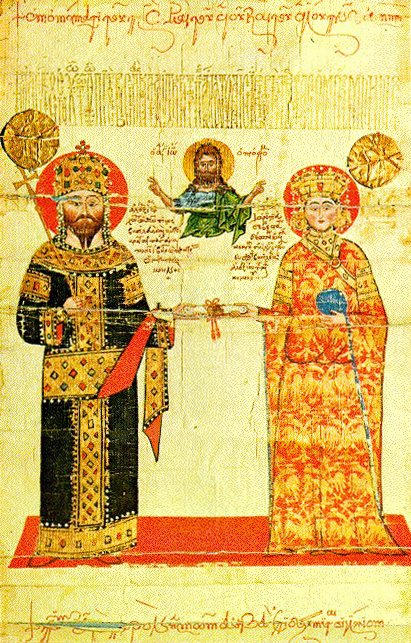
الکسیوس سوم با همسرش تئودورا

الکسیوس سوم مگاس کومننوس (به یونانی: Αλέξιος Μέγας Κομνηνός) (زادهٔ ۵ اکتبر ۱۳۳۸ میلادی - مرگ ۲۰ مارس ۱۳۹۰ میلادی) امپراتور ترابوزان از ۱۳۴۹ میلادی تا سال مرگش بود. او پسر باسیل کومننوس بود.